# Adreus fascicularis
Adreus fascicularis är en svampdjursart som först beskrevs av James Scott Bowerbank 1866.  Adreus fascicularis ingår i släktet Adreus och familjen Hemiasterellidae. Inga underarter finns listade i Catalogue of Life.